# Paige Turco
Jean Paige Turco (Springfield, 17 maggio 1965) è un'attrice statunitense.

## Biografia
Paige Turco nacque da Joyce J. e David V. Turco a Springfield, Massachusetts, dove è cresciuta. Frequentò la Walnut Hill School a Natick e fece danza al conservatorio "New England Dance Conservatory", all'"Amherst Ballet Theatre Company" ed al "Western Massachusetts Ballet Company". Paige si diplomò al Bay Path College a Longmeadow nel 1987.  Studiò arti drammatiche alla University of Connecticut e dopo essersi gravemente ferita alla caviglia, si diede alla recitazione ed al teatro.

## Carriera
Paige fece il suo debutto televisivo nel 1987, nella soap opera Sentieri nel ruolo di Dinah Marler; seguì poi La valle dei pini nella parte di Melanie. Ebbe il ruolo di Annie Mott nella serie televisiva Cinque in famiglia, The Agency come Terri Lowell, e recitò nella terza stagione di Rescue Me nel ruolo dell'insegnante di scienze Mrs. Nell Turbody. L'attrice ebbe anche una parte nel film Imbattibile, quella di Carol Vermeil, la moglie di Dick Vermeil e recitò anche nel film della Walt Disney Picture Cambio di gioco. 
Nel 2006, entrò a far parte del cast della serie televisiva dell'ABC Big Shots, recitando la parte di Lisbeth, l'ex-moglie del personaggio di Dylan McDermott, Duncan Collinsworth, che lavora all'interno della compagnia di cosmetici. Turco nel 2009 fu anche una guest star nella seconda stagione della serie Damages, vincitrice di un Emmy Award.
Dal 2014 al 2019 fa parte del cast principale della serie televisiva post-apocalittica distopica della The CW The 100.

### Vita privata
Paige professa la religione cattolica. È stata sposata con l'attore irlandese Jason O'Mara ed ha un figlio, David (chiamato così in onore del padre di lei, morto quando Paige aveva meno di un anno). La famiglia ha diviso il proprio tempo fra Los Angeles, New York e la loro casa nel Connecticut facendo anche visita a volte ai parenti in Irlanda. Poi nel 2016 la coppia si separa dando il via libera a Paige per il divorzio l'anno successivo.

## Filmografia

### Cinema
- Tartarughe Ninja II - Il segreto di Ooze (Teenage Mutant Ninja Turtles II: The Secret of the Ooze), regia di Michael Pressman (1991)
- Tartarughe Ninja III (Teenage Mutant Ninja Turtles III), regia di Stuart Gillard (1993)
- Il tocco femminile (The Feminine Touch), regia di Conrad Janis (1994)
- The Pompatus of Love, regia di Richard Schenkman (1996)
- Dark Tides, regia di Bret Stern (1998)
- Claire Makes It Big, regia di Jeremy Workman (1999)
- Urbania, regia di Jon Matthews (2000)
- Astoria, regia di Nick Efteriades (2000)
- The Empath, regia di David Lowell Sonkin (2002)
- Rhinoceros Eyes, regia di Aaron Woodley (2003)
- Imbattibile (Invincible), regia di Ericson Core (2006)
- Cambio di gioco (The Game Plan), regia di Andy Fickman (2007)
- Il segreto di David - The Stepfather (The Stepfather), regia di Nelson McCormick (2009)
- Taking Chance - Il ritorno di un eroe, regia di Ross Katz (2009)
- Books Of Blood, regia di Brannon Braga (2020)

### Televisione
- Sentieri (The Guiding Light) – serial TV, 18 puntate (1987-1989)
- La valle dei pini (All My Children) – serial TV, 16 puntate (1989-1991)
- American Gothic – serie TV, 19 episodi (1995-1996)
- NYPD - New York Police Department (NYPD Blue) – serie TV, 10 episodi (1996-1997)
- Cinque in famiglia (Party of Five) – serie TV, 18 episodi (1997-1998)
- Il fuggitivo (The Fugitive) – serie TV, episodio 1x01 (2000)
- Silent Witness, regia di Matthew Penn – film TV (2000)
- Runaway Virus - La piaga del millennio (Runaway Virus), regia di Jeff Bleckner – film TV (2000)
- Law & Order - Unità vittime speciali (Law & Order: Special Victims Unit) – serie TV, episodi 3x10-13x03 (2001-2011)
- The Agency – serie TV, 45 episodi (2001-2003)
- Rescue Me – serie TV, 4 episodi (2006)
- Big Shots – serie TV, 11 episodi (2006)
- Life on Mars – serie TV, episodio 1x15 (2009)
- Damages – serie TV, 6 episodi (2009)
- Taking Chance - Il ritorno di un eroe (Taking Chance), regia di Ross Katz – film TV (2009)
- Secrets of the Mountain, regia di Douglas Barr – film TV (2010)
- The Good Wife – serie TV, episodio 1x21 (2010)
- Blue Bloods – serie TV, episodio 1x14 (2011)
- Person of Interest – serie TV, 9 episodi (2011-2015)
- The 100 – serie TV, 66 episodi (2014-2020[1])
- NCIS - Unità anticrimine (NCIS) – serie TV, episodio 11x18 (2014)
- NCIS: New Orleans – serie TV, episodi 1x06-6x20 (2014-2020)
- Una figlia ritrovata (Separated at Birth), regia di Jean-François Rivard – film TV (2018)

## Doppiatrici italiane
Nelle versioni in italiano delle opere in cui ha recitato, Paige Turco è stata doppiata da:
- Roberta Greganti in Big Shots, Damages, Person of Interest, NCIS - Unità anticrimine, NCIS: New Orleans
- Laura Boccanera in Imbattibile, Rescue Me, The Good Wife, The 100, Books of Blood
- Silvia Pepitoni in Tartarughe Ninja II - Il segreto di Ooze, Tartarughe Ninja III
- Monica Gravina in Rescue Me, Law & Order - Unità vittime speciali
- Paola Della Pasqua in Sentieri
- Cinzia De Carolis in La valle dei pini
- Cristina Boraschi in American Gothic
- Alessandra Korompay in NYPD - New York Police Departement
- Chiara Colizzi in Cinque in famiglia
- Laura Mercatali in The Agency
- Tiziana Avarista in Cambio di gioco
- Antonella Rinaldi in Life on Mars
- Barbara De Bortoli in Una figlia ritrovata